# Подлесная улица (Чернигов)
Подлесная улица (до 2024 года — улица Лизы Чайкиной) (укр. Підлісна вулиця) — улица в Новозаводском районе города Чернигова, исторически сложившаяся местность (район) Старая Подусовка. Пролегает от улицы Харьковская до улицы Заньковецкой.
Нет примыкающих улиц.

## История
Лесная Подусовская улица проложена в конце 1950-х годов и была частично застроена индивидуальными домами.
В 1960 году Лесная Подусовская улица переименована на улица Лизы Чайкиной — в честь Героя Советского Союза, секретаря подпольного райкома и одного из организаторов партизанского отряда в годы Великой Отечественной войны Елизаветы Ивановны Чайкиной.
С целью проведения политики очищения городского пространства от топонимов, которые возвеличивают, увековечивают, пропагандируют или символизируют Российскую Федерацию и Республику Беларусь, 10 июля 2024 года улица получила современное название — из-за расположенности у леса, согласно Решению Черниговского городского совета № 41/VIII-7 «Про переименование улиц в городе Чернигове» («Про перейменування вулиць у місті Чернігові»).

## Застройка
Улица пролегает в северо-западном направлении вдоль леса. Непарная сторона улицы заняты усадебной застройкой, парная — не застроена.
Учреждения: нет.